# Puyo Puyo (serie)
Puyo Puyo, inicialmente llamado Puyo Pop fuera de Japón, es una franquicia de videojuegos creado por Compile. Sega adquirió los derechos en 1998 para continuar desarrollando la franquicia y en 2001, debido al cierre de Compile, fue movida a Sonic Team como desarrolladora.

## Modo de Juego
El objetivo del juego es derrotar al oponente en una batalla llenando su área de juego hasta la parte superior de la pantalla con basura. Los Puyos, pequeñas criaturas gelatinosas con ojos, caen desde la parte superior de la pantalla en pares de distintos colores. Desde Puyo Puyo Fever, pueden llegar en tripletes, parejas dobles y Puyos gigantes (bloques cuadrados de 4 puyos). El par puede moverse de izquierda a derecha, y rotarse 90° en sentido de las manecillas del reloj o en sentido contrario. (aunque los Puyos gigantes, cambian de color en vez de rotar.) La pareja cae hasta tocar el suelo del área de juego u otro par de puyos, siguiendo las leyes de la gravedad. El par se rompe, de modo que el otro puyo (o los otros) cae libremente hasta que el (o ellos) caigan en otro puyo o en la parte inferior de la pantalla.

### Cadena

Cadena

Cuando cuatro o más puyos del mismo color forman un grupo en el que están unidos horizontal o verticalmente, explotan y desaparecen. A esto se le llamada Cadena. Las cadenas pueden variar en tamaño, grupos y pasos.
Cuando los puyos desaparecen, aquellos que están encima de ellos caen hasta aterrizar en otras piezas o en la parte inferior de la pantalla.
Los Combos se crean del mismo modo, cuando se forma un grupo de más de cuatro puyos, o más de un grupo se forma al tiempo. Todos los puyos del "combo" son borradas al tiempo.
Las Reacciones en Cadena, se crean cuando los puyos que caen, ya por acción del jugador o por unos puyos que caen de una cadena anterior, causan una reacción en cadena donde los grupos de puyos se borran, uno por vez. No se puede contraatacar si tiene la regla de Puyo Puyo 1 activada. Con otras reglas activadas, se activa la regla "ALL CLEAR" si se vacía el tablero. En Puyo Puyo 2, aumenta la cantidad de puyos ruidosos con la siguiente cadena, desapareciendo la frase en el proceso. En el modo SUN, el jugador recibe puyos solares si se vacía el tablero. En el modo Fever, el jugador recibe el nuevo set de cadenas predefinidas y decide si quiere hacerla o aumentarla.

### Puyos basura
Cuando se ejecuta una cadena, aparecen los puyos basura (que son transparentes) en la parte superior del oponente. Cuanto más grande sea la reacción en cadena, más puyos basura son enviados al oponente, que cae en su zona de juego y dificulta su jugada. Su valor es determinado por la puntuación total de la cadena dividida por 70 y redondeada al entero más próximo:
1. El Jugador A forma un grupo de 4 puyos rojos como una cadena simple.
2. La puntuación es registrada como "40 x 1" (La fórmula es: (Puyo × 10) × (Puyo - 3) -> (4 × 10) × (4 - 3) -> 40 × 1).
3. 40 x 1 es el valor total de la cadena, así que es dividida entre 70, dando como resultado 0,571 (a tres cifras significativas).
4. Se redondea este valor al entero más cercano, en este caso 1.
5. Un puyo ruidoso cae en el área del oponente.

Si se borran más puyos sucesivamente debido a una reacción en cadena, la cantidad de puyos ruidosos aumentará hasta que la cadena termine. Los puyos ruidosos son lanzados en grupos de 6, mientras que los puyos ruidosos sobrantes serán distribuidos en columnas al azar. Si se mandan más de 30 puyos ruidosos, se lanzarán en grupos de 30. Desde Puyo Puyo Tsu, es posible contraatacar puyos ruidosos. Además, si se le acaba el tiempo, la cantidad de puyos ruidosos aumenta drásticamente.

### SUN Puyos
Los SUN Puyos (o puyos solares), introducido en Puyo Puyo SUN, son muy similar a los puyos, a excepción de que si se eliminan con un grupo cercano, mandarán más puyos ruidosos al oponente. La cantidad de puyos ruidosos lanzados seguida por una cadena se mandaba utilizando el algoritmo de la secuencia de Fibonacci, iniciando en 2 en vez de 1, y luego devolviéndose. 
Entre más puyos sol se borren, más puyos ruidosos se manda. A esto se le consideró un bono de cadena, más que un bono de puntos (debido a que, a diferencia de los Puyos, no incrementan el valor de la cadena, sino la cantidad de puyos ruidosos que se envía). Esta regla solo está disponible en ciertos juegos.

### Definiendo al Ganador
Si la tercera columna (contando desde la izquierda), se llena hasta la parte superior, sea de puyos normales o ruidosos, el jugador o el oponente en cuestión pierde. En modos como Fever, se requiere que el personaje tenga llena cualquiera de las dos columnas centrales. En juegos recientes (como el 15th Anniversary) aparecen la X en dichas columnas. En caso de empate, se repite la partida.

## Historia
| 1991 | Puyo Puyo                                     |
| 1992 |                                               |
| 1993 | Nazo Puyo                                     |
| 1993 | Nazo Puyo 2                                   |
| 1994 | Nazo Puyo: Arle no Roux                       |
| 1994 | Puyo Puyo Tsu                                 |
| 1995 | Super Nazo Puyo: Rulue no Roux                |
| 1996 | Super Nazo Puyo 2: Rulue no Tetsuwan Hanjouki |
| 1996 | Super Puyo Puyo Tsu Remix                     |
| 1996 | Puyo Puyo SUN                                 |
| 1997 |                                               |
| 1998 |                                               |
| 1999 | Puyo Puyo~n                                   |
| 2000 | Puyo Puyo BOX                                 |
| 2001 | Minna de Puyo Puyo                            |
| 2002 |                                               |
| 2003 | Puyo Puyo Fever                               |
| 2004 |                                               |
| 2005 | Puyo Puyo Fever 2                             |
| 2006 | Puyo Puyo! 15th Anniversary                   |
| 2007 |                                               |
| 2008 |                                               |
| 2009 | Puyo Puyo 7                                   |
| 2010 |                                               |
| 2011 | Puyo Puyo!! 20th Anniversary                  |
| 2012 |                                               |
| 2013 | Puyopuyo!! Quest                              |
| 2013 | Puyopuyo!! Quest Arcade                       |
| 2014 | Puyo Puyo Tetris                              |
| 2015 |                                               |
| 2016 | Puyo Puyo Chronicle                           |
| 2017 |                                               |
| 2018 | Puyo Puyo Champions                           |
| 2019 |                                               |
| 2020 | Puyo Puyo Tetris 2                            |

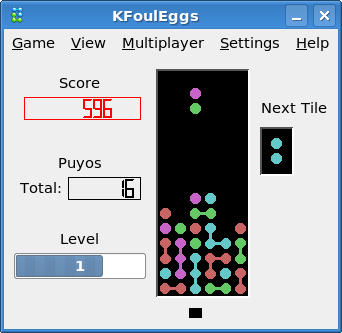
Clon de Puyo Puyo "KFoulEggs".

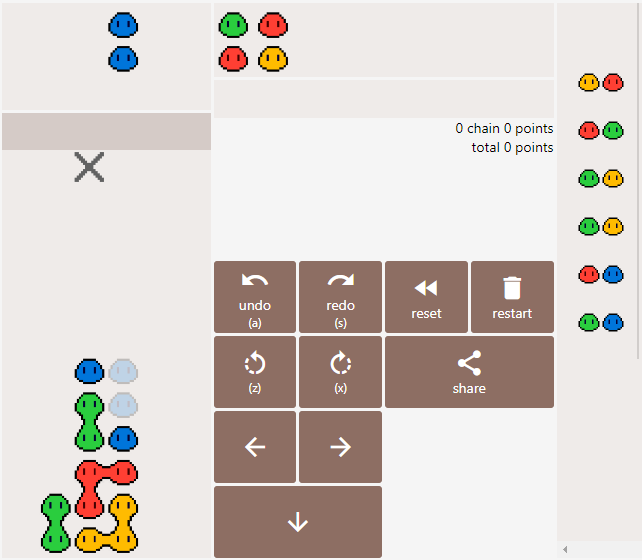
Simulador de Puyo Puyo de código abierto.

Puyo Puyo, originalmente lanzado por Compile en 1991, tenía personajes del RPG, también desarrollado por ellos Madou Monogatari, en 1989. Los puyos son enemigos en este juego, como el equivalente de los slime monsters en las series de juegos de Dragon Quest.
Puyo Puyo se volvió muy popular cuando se lanzó a los arcades japoneses en 1992 que tengan la placa System C2 de Sega. Esta fue la primera versión que incluyó el modo historia de un solo jugador, en el cual el jugador juega contra los oponentes en dificultad ascendente. Esto fue un éxito inmediato debido a que permitía a los jugadores jugar ellos mismos. Esto se incluyó en futuras versiones de Puyo Puyo.
La siguiente versión lanzada es Puyo Puyo 2, sobre la cual se dice que ha tenido 15 lanzamientos, uno por consola, incluyendo una versión para PC, arcades con placa System C2 y un remake. Esa versión permite contraatacar puyos ruidosos, voltear puyos en sitios estrechos y obtener bonificaciones de ALL CLEAR dependiendo del modo de juego (Puyo Puyo original y algunos modos no).
Sega tenía planes de lanzar los juegos fuera de Japón, y, aunque lo hicieron, no tuvieron a ninguno de los personajes originales (salvo traducciones por aficionados). El primer juego se lanzó en febrero de 1993 bajo el nombre de Dr. Robotnik's Mean Bean Machine (para Sega Mega Drive/Sega Genesis y Sega Game Gear). Nintendo también tendría su versión de Puyo Puyo para la SNES fuera de Japón, pero bajo el nombre de Kirby's Avalanche (Kirby's Ghost Trap en Europa), donde los personajes originales fueron cambiados por personajes de la franquicia de Kirby. Spectrum HoloByte también lanzó un título de Puyo Puyo para Microsoft Windows 3.1 y Macintosh en agosto de 1995, bajo el nombre de Qwirks.
Luego de la bancarrota de Compile en el 2002, Sonic Team continuó el desarrollo de las series (ya que Sega tenía parte de los derechos del juego desde la primera versión de arcade).
Hoy en día, las series Puyo Puyo usan su nombre original, pero, hasta Puyo Puyo Fever, reemplazando la segunda palabra Puyo con Pop. El primero de estos juegos fue Puyo Pop para NeoGeo Pocket, el cual fue una versión reducida de Puyo Puyo 2. Puyo Pop (Minna de Puyo Puyo en Japón) para Game Boy Advance, fue el primer juego de Puyo Puyo en utilizar personajes de Puyo Puyo SUN y Puyo Puyo~n, aunque estos llegaron de Puyo Puyo 2.
Puyo Puyo Fever (Puyo Pop Fever fuera de Japón) fue el último juego lanzado por Sega para su sistema Dreamcast. También fue lanzado para la consola Microsoft Xbox, la PlayStation 2 y PlayStation Portable de Sony, la Game Boy Advance, Nintendo GameCube y Nintendo DS, los sistemas operativos Mac OS X y Microsoft Windows, y hasta los portátiles PocketPC y Palm OS, aunque sólo se lanzaron las versiones de Nintendo DS y GameCube llegaron a los Estados Unidos. Su secuela fue única en Japón, Puyo Puyo Fever 2 para PS2, NDS y PSP.

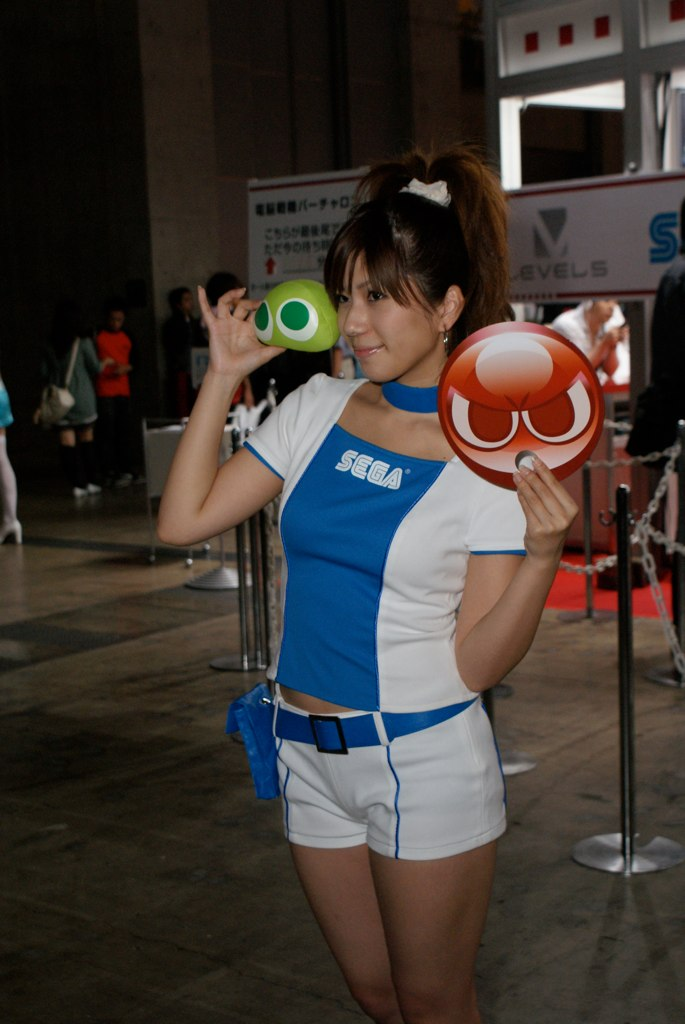
Modelo promocional de Sega con Puyo Puyo en Tokyo Game Show.

Posteriormente, se lanzaron para la Wii, PlayStation 2, PSP, y Nintendo DS los títulos Puyo Puyo! 15th Anniversary, Puyo Puyo 7 y Puyo Puyo!! 20th Anniversary, pero ese último título fue creado en Nintendo 3DS en vez de PlayStation 2, todas con sus propios sets de reglas, y para Nintendo 3DS, Puyo Puyo Chronicle, el único juego que contiene elementos de rol. Ninguna de estas 4 entregas salió de Japón. Las únicas entregas que salieron fuera de Japón para Nintendo Switch y PlayStation 4 son:
- Puyo Puyo Tetris: un videojuego que permite usar las reglas de Puyo Puyo o las del Tetris.[3]
- Puyo Puyo Champions: un videojuego basado en competiciones multiplayer que solo contiene las reglas Puyo Puyo 2 y Fever, además de misiones puyo para un solo jugador.[4] Este juego también salió en computadoras con procesadores x64.
- Puyo Puyo Tetris 2: secuela de juego que permite usar las reglas de Puyo Puyo o las del Tetris.[5][6]